# Barnasants
El Festival Barnasants o Barnasants és un festival internacional de cançó d'autor i projecte cultural que se celebra anualment a Barcelona des de 1996. El festival s'allarga durant els tres primers mesos de l'any, oferint anualment una mitjana d'un centenar de concerts, amb més d'una vintena de seus en actiu. El seu fundador i director és l'activista cultural Pere Camps i Campos, que recull el Premi Nacional de Música l'any 2012 medalla d'Honor de la Ciutat de Barcelona, premiat per impulsar i expandir la cultura d'autor. D'altres premis com el de la UPEC l'any 2015 i el premi a la trajectòria per part del Col·lectiu Ovidi Montllor, format per professionals de la música del País Valencià, el premi ARC, i el Premi Liberpress l'any 2016.

## Història
El Barnasants va néixer com un cicle de resistència de cançó d'autor l'any 1996 al barri de Sants de Barcelona, més concretament a les seves Cotxeres, fundat per Pere Camps, aleshores portaveu de SOS Racisme. Allò que va començar com un cicle de deu concerts ha anat evolucionant progressivament i gràcies a les complicitats, actualment es considera una de les trobades referents de la paraula musicada, junt amb el premi Tenco, amb qui està agermanat a través de Cose di Amilcare.
L'any 2011 el festival va celebrar el seu 16è aniversari amb una expansió a País Valencià, l'Alguer i Tolosa de Llenguadoc, aquest darrer en cooperació amb l'organització occitana Sèm e serem, per a portar a terme el projecte Poesia sense fronteres, amb l'objectiu d'establir accions de cooperació: concerts i publicació conjunta de discografia i estendre el coneixement mutu entre dues tradicions culturals unides a Euroregió Pirineus Mediterrània.
Actualment, el festival continua expandint-se i se celebra en diferents escenaris dels Països Catalans - els territoris de parla comuna.
Tenint un ànim internacionalista, destaca la presència a l'Uruguai; Coorganitzant la primera biennal Catalunya - Uruguay, i a Cuba, amb intercanvi cultural a l'Havana, que ha suposat un pont d'anada i tornada de propostes de cançó d'autor de manera permanent, destacant la complicitat amb el Centro Pablo de la Torriente Brau de Cuba. A més de les anteriorment esmentades, d'altres territoris de Llatinoamèrica i el Carib amb els quals el projecte cultural intenta crear un pont d'intercanvi, de manera regular malgrat les pressions econòmiques.
Durant el 2015 i amb motiu dels 20 anys de la desaparició del cantautor Ovidi Montllor - i coincidint amb el vintè aniversari del festival - el Barnasants commemora la seva figura amb actuacions i recitals arreu dels territoris de parla comuna i amb produccions pròpies i associades com el projecte Ovidi Simfònic les cançons de l'Ovidi interpretades per la Coral Sant Jordi i la Primitiva d'Alcoi, a mes d'un gran concert de sis hores a la carretera de Sants, amb presència d'un bon grapat de cantautores i cantautors dins del Firentitats, entre d'altres. Paral·lelament, s'organitzen dues exposicions, una de cartelleria i l'altra de fotografia amb l'obra del documentalista Juan Miguel Morales i textos del periodista Josep Maria Hernández Ripoll, que dona lloc al llibre Barricades de Cançons, editat per Cal·lígraf.
L'any 2018, a la 23a edició, s'incorpora a la programació la primera edició del cicle de cinema i cançó, que té lloc al cinema cooperatiu del barri de Sants, Zumzeig. És aquest any quan es consolida el projecte cultural amb produccions pròpies com el projecte Les Revoltes del 68, sota la direcció del cantautor Joan Isaac, el grup de cançó feminista Les Kol·lontai.
Durant els anys el Barnasants, com a col·lectiu/entitat o a títol personal a través del director, s'ha posicionat en les lluites socials i emancipadores, com poden ser, entre d'altres, la memòria històrica i la restitució amb les víctimes del franquisme, a través del Memorial Democràtic i l'Associació Catalana d'Expresos Polítics amb qui ha teixit complicitats, com el projecte col·lectiu del Vedcel, "Sota les Cunetes Justícia". També s'ha mobilitzat en la defensa dels drets, amb els moviments antibel·licistes, l'any 2003 el Concert Aturem la Guerra organitzat per la Plataforma Cultura i Espectacle contra la Guerra i Plataforma Aturem la Guerra, el clam popular contra la pujada de l'IVA cultural entre d'altres.

## Produccions pròpies i discos en directe
A més dels concerts de presentacions de disc i antològics, en nombroses ocasions el projecte cultural ha impulsat, editat o posar els mitjans necessaris per editar treballs, reeditar, recopilar o impulsar projectes discogràfics propis. N'és un exemple la creació del segell Barnasants-Canción de Autor.
- Obra Col·lectiva - 37 canciones de Noel Nicola (2007)[18]
- Gerard Quintana - DVD Per un tros de Cel (2005)[19]
- DDAA - Barnasants Ritmes i Cançons. Recopilatori editat per Ventilador Music (2005)
- León Chávez Teixeiro - Barcelona (2007)[20]
- Ester Formosa - Formosa Per Formosa. Ester Canta Feliu Al Barnasants (2009)[21]
- Enric Hernàez - 360 Llunes, en directe al Barnasants (2010)[22]
- Albert Fibla - En directe al Barnasants (2010)[23][24]
- Dani Flaco - Cada Vez Más Flaco - Es Bien Records (2012)[25]
- Joan Amèric - Directament, Joan Amèric al BarnaSants (2012)[26]
- Cesk Freixas i Pau Alabajos - Concert Especial (2012)[27]
- DDAA - Dones i Cançons (2012)[28]
- DDAA - Barnasants Canta a Benedetti (2012)[29]
- Rafa Pons i Dani Flaco - En el Barnasants (2013) Les Nits de l'Art[30]
- Xavier Baró - La Ruta dels Genets (2013)[31]
- Vicente Feliú - En directe al Barnasants(2014)[32]
- Joan Isaac - Cançons d'Amor i Anariquia (2014)[33]
- Els Catarres - CD/DVD Passatges de tinta (2014)[34]
- Jabier Muguruza - Barnasants 2015[35]
- Corporació Musical Primitiva i la Coral Sant Jordi de Barcelona - Ovidi Simfònic (2015)[36]
- Verdcel - Òrbites. Poetes i cançons (2015)[37]
- Ángel Petisme - Ceniza y Sudor (2017)[38]
- Òscar Briz al Barnasants - Totes Les Cançons del Món (2017)[39]
- Verdcel i DDAA - Sota les Cunetes, Justícia! (2018)[40]
- DDAA - Llibre-disc, Mans Manetes (2017)[41]
- Les Kol·lontai - Cançons Violeta (2018)[42]
- MARIA DEL MAR I ADRIÀ PUNTÍ[43]

## Seus
El festival transcorre en diverses sales, siguin de concessió pública o locals amb vocació de programar música en directe. Alguns són: Sala Luz de Gas, Harlem Jazz Club, Jamboree L'Auditori, l'Auditori Municipal de Terrassa, Teatre Calderón (Alcoi), tres sales de l'Hospitalet: el Teatre Joventut, l'Auditori Barradas i l'Oncle Jack, Centre Cultural Albareda, Centre Artesà Tradicionàrius, Ateneu Popular de Nou Barris, Auditori Municipal Vila-real, Can Massallera, Casa de Cultura de la Sénia, Casal La Violeta Altafulla, Casinet d'Hostafrancs, Centre Cultural Gelida, Koitton Club, Nova Jazz Cava, Teatre de Bescanó, Teatre Echgaray d'Ontinyent, Teatre Es Quarter de Petra, Teatre Micalet, Mercat de les Flors.

## Premis
Des de 2010 el festival entrega diversos premis entre els i les artistes que es troben a la categoria de competició, així com premi a la trajectòria i a l'activisme cultural. Aquests premis pretenen reconèixer la feina dels cantautors i cantautores i amb el temps han pres cert prestigi entre la crítica i el periodisme musical. El premi físic és una serigrafia numerada, feta a mà i signada per l'autora, inspirada en el cartell de cada any.
| Any  | Premi a la trajectòria | Premi a l'activisme Cultural                         | Premi al millor concert                                     |
| ---- | ---------------------- | ---------------------------------------------------- | ----------------------------------------------------------- |
| 2023 | Pablo Guerrero         | Xavier Pintanel, Cancioneros                         | No convocat                                                 |
| 2022 | Julia León             | Fina Sala i Pietat Hernàndez, cofundadores d'Altaveu | No convocat                                                 |
| 2021 | Cecilia Todd           | Lluís Puig                                           | No convocat                                                 |
| 2020 | Joan Manuel Serrat     | Lluís Miquel Campos                                  | No convocat                                                 |
| 2019 | Guillermina Motta      | Lluís Marrasé                                        | No convocat                                                 |
| 2018 | Giovanna Marini        | Antoni Traveria i Casa Amèrica Catalunya             | Roger Mas                                                   |
| 2017 | Isabel Parra           | Fundació Victor Jara                                 | Les Kol·lontai                                              |
| 2016 | Luis Eduardo Aute      | Col·lectiu Ovidi Montllor                            | Joan Isaac/ Marina Rossell / Ivette Nadal                   |
| 2015 | Maria del Mar Bonet    | Josep Lluís Marcè                                    | Toti Soler                                                  |
| 2014 | Sílvio Rodríguez       | Fernando González Lucini                             | Javier Ruibal / Jabier Muguruza / Cançons d'amor i anarquia |
| 2013 | Pi de la Serra         | Joan Manuel V. Parisi i les Cotxeres de Sants        | Sílvia Comes                                                |
| 2012 | Daniel Viglietti       | Víctor Casaus, Centro Pablo de la Torriente Brau     | Joan Amèric                                                 |
| 2011 | Raimon                 | Antonio Franco                                       | Eduard Iniesta                                              |
| 2010 | Roberto Vecchioni      | Club Tenco                                           | No convocat                                                 |